# Kheti VII
Kheti VII (fl. XXII-XXI secolo a.C.) è stato un sovrano egizio inserito nella X dinastia.

## Biografia
Come per gli altri sovrani di questo periodo le informazioni che possediamo sono scarse e frammentarie.
Anche se formalmente sovrano di tutto l'Egitto governò, probabilmente, solo sul Basso Egitto.
Fu, con ogni probabilità, l'autore dei Precetti di Merikara, opera in cui, dopo aver analizzato le cause dell'anarchia politica del momento, illustra al suo successore, appunto il figlio Merikara, la strada per riportare restaurare l'ordine e ridare potere alla monarchia centrale.
Con buona probabilità durante il regno di questo sovrano che Antef I (XI dinastia), principe di Tebe dette inizio alla secessione che portò sul trono la XI dinastia.

## Titolatura
| G5 |

| G5 |

| mr | ib | i | i | N17 · N17 |

| mr | ib | i | i | N17 · N17 |

| mr | ib | i | i | N17 · N17 |

| mr | ib | i | i | N17 · N17 |

| mr | ib | i | i | N17 · N17 |

| mr | ib | i | i | N17 · N17 |

| mr | ib | i | i | N17 · N17 |

| mr | ib | i | i | N17 · N17 |

| G16 |

| G16 |

| mr | i | i | ib | N17 · N17 |

| mr | i | i | ib | N17 · N17 |

| G8 |

| G8 |

|  |

| M23 · X1 | L2 · X1 |

| M23 · X1 | L2 · X1 |

| N5 | mr | i | i | ib |

| N5 | mr | i | i | ib |

| N5 | mr | i | i | ib |

| N5 | mr | i | i | ib |

| N5 | mr | i | i | ib |

| N5 | mr | i | i | ib |

| N5 | mr | i | i | ib |

| N5 | mr | i | i | ib |

| G39 | N5 |

| G39 | N5 |

| G38 · N5 | F32 · t | i | i |

| G38 · N5 | F32 · t | i | i |

| G38 · N5 | F32 · t | i | i |

| G38 · N5 | F32 · t | i | i |

| G38 · N5 | F32 · t | i | i |

| G38 · N5 | F32 · t | i | i |

| G38 · N5 | F32 · t | i | i |

| G38 · N5 | F32 · t | i | i |